# 光珠内駅
光珠内駅（こうしゅないえき）は、北海道美唄市光珠内町北にある北海道旅客鉄道（JR北海道）函館本線の駅である。駅番号はA15。電報略号はコウ。事務管理コードは▲130135。

## 歴史

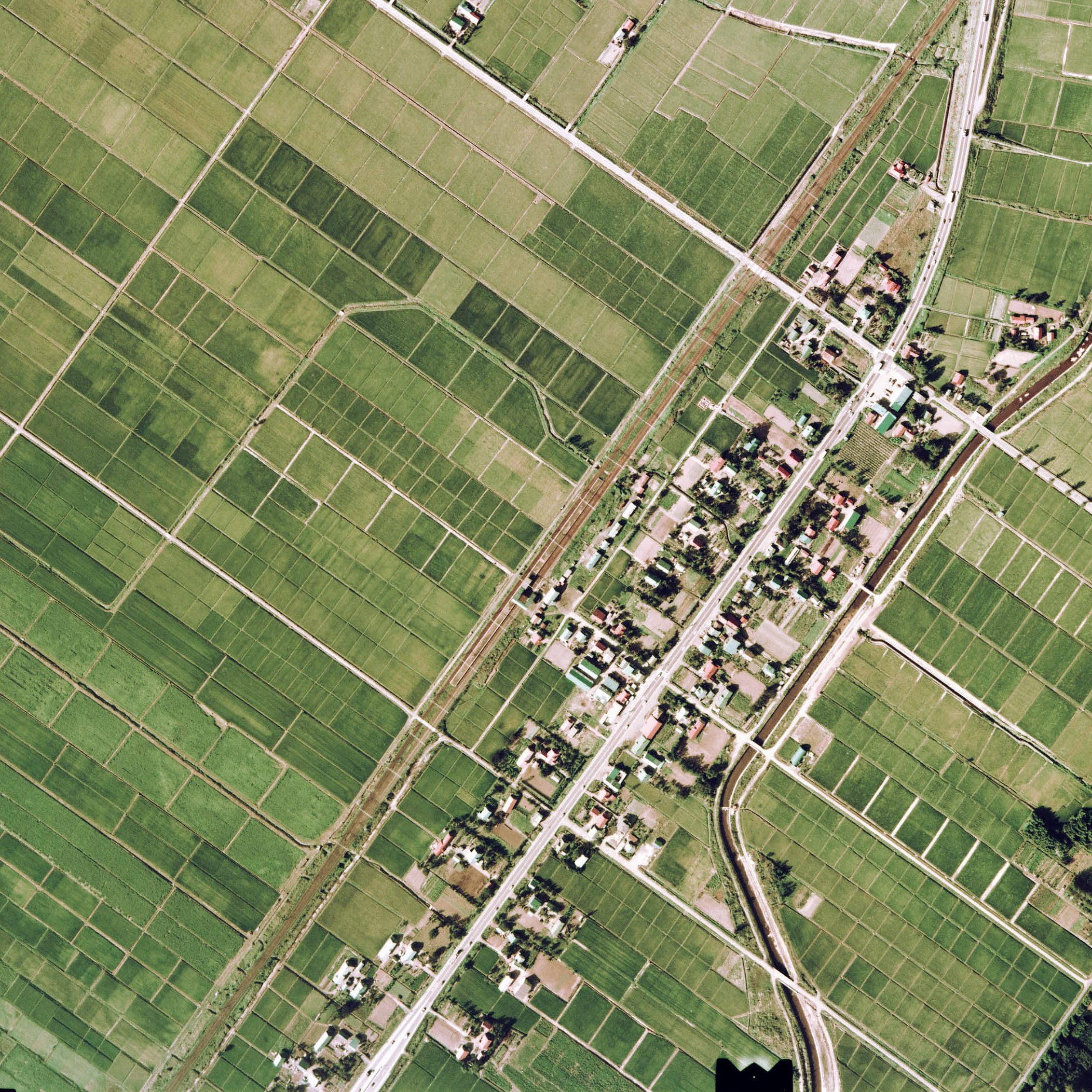
1976年の光珠内駅と周囲1キロメートル範囲。右上が函館本線旭川方面。

- 1920年（大正9年）9月11日：鉄道省函館本線の光珠信号所として、岩見沢-滝川間複線化工事に伴い暫定的に開設[1]。
- 1922年（大正11年）4月1日：光珠信号場に改称[1]。
- 1924年（大正13年）6月1日：岩見沢-滝川間複線化工事竣工により、光珠信号場廃止[1]。
- 1948年（昭和23年）11月5日：光珠内仮乗降場として開業[1]。旅客のみ取扱い[注釈 1]。
- 1952年（昭和27年）4月10日：駅に昇格し、光珠内駅となる[3]。旅客・荷物取扱い。
- 1968年（昭和43年）8月以前：待避線および跨線橋設置[4][注釈 2]。
- 1978年（昭和53年）10月2日：荷物取扱い廃止[5]。営業無人化[6]、以後運転要員のみ配置（出札は継続）。
- 1987年（昭和62年）4月1日：国鉄分割民営化により、北海道旅客鉄道（JR北海道）の駅となる[1]。
- 1997年（平成9年）12月19日：運転業務無人化に伴い、出札業務も終了。
- 2007年（平成19年）10月：駅番号設定。
- 2024年（令和6年）3月16日：ICカード「Kitaca」の利用が可能となる[7][8][9]。

### 駅名の由来
所在地名より。アイヌ語の「カウㇱナイ（ka-us-nay）」（わな・ある・川）に由来し、隣接する峰延駅北方の川の名が地名となって広がったものとされる。「カ(ka)」は本来「糸」の意であるが、転じて仕掛け弓などの糸を使ったわなの意としても使われる。

## 駅構造
単式ホーム・島式ホーム複合型2面3線を有する地上駅。木造駅舎を有する。駅舎側（東側）から1、2、3番線となっており、互いのホームは岩見沢方の跨線橋で連絡している。1番線（単式ホーム）が上り函館方面、2番線（中線）および3番線（島式ホーム）が下り旭川方面となっている。かつて2番線は上下共用の待避線であったが（1983年（昭和58年）時点ではこの配線）、1993年（平成5年）時点では下り専用となっている。ただし1番線との転轍機は函館方、旭川方共に残されている。またこの2番線旭川方に短い側線を1本有している。単式ホームはかつては島式であったが1983年（昭和58年）時点で既に片面使用となっている。
無人駅となっているが、有人駅時代からの駅舎が残る。駅舎は線路の東側（旭川方面に向かって右手側）に位置し単式ホームとは通路で連絡している。開業時からの建物だが一部手が加えられている模様。トイレは、駅舎南側に別棟で設置されている。有人駅時代は駅スタンプが設置されていた。
駅前には「開駅三十年記念碑」の石碑が建立されている。

### のりば
| 番線 | 路線      | 方向 | 行先             |
| ---- | --------- | ---- | ---------------- |
| 1    | ■函館本線 | 上り | 岩見沢・手稲方面 |
| 2・3 | ■函館本線 | 下り | 滝川・旭川方面   |

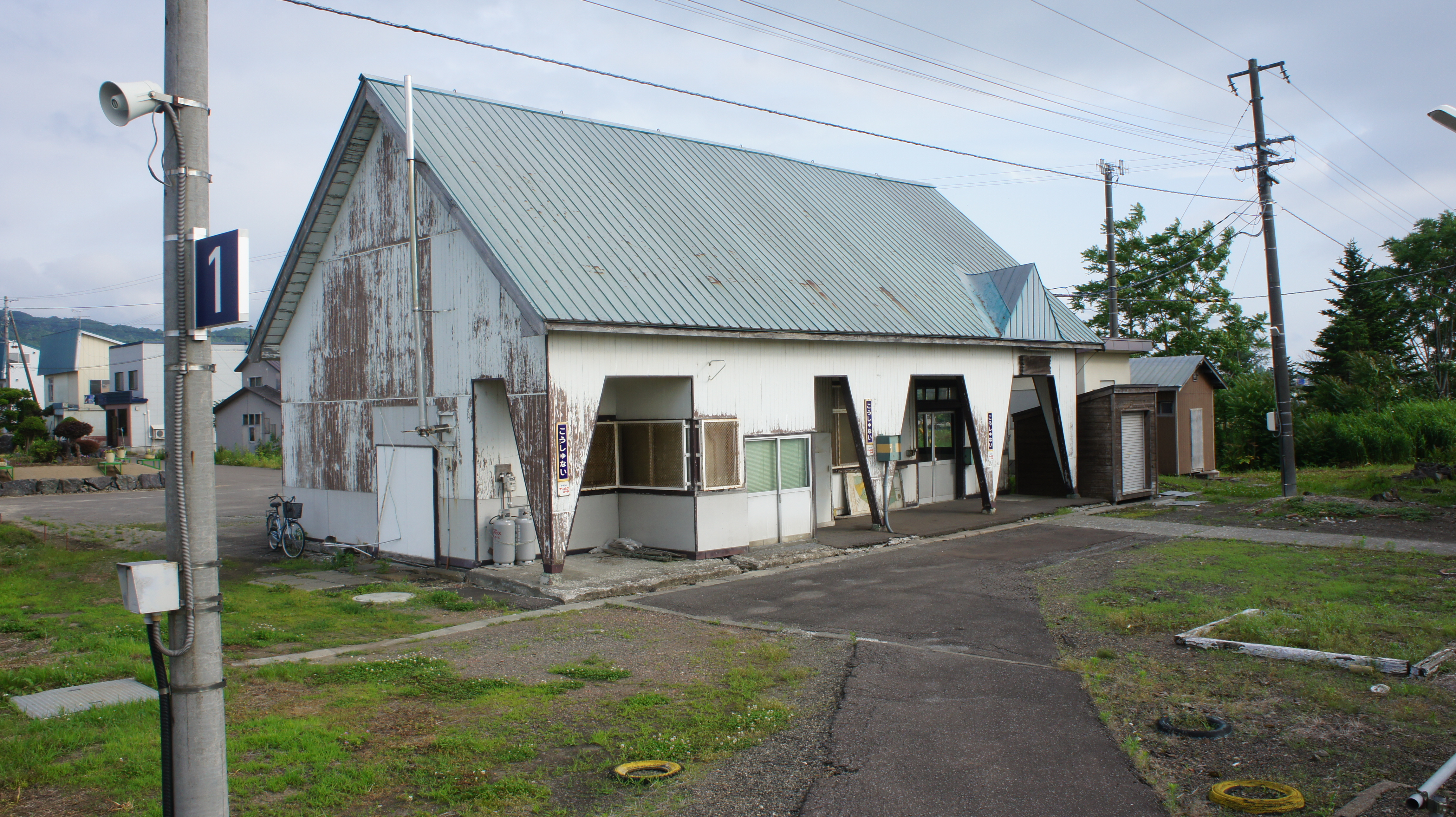
ホームから駅舎を望む（2017年7月）
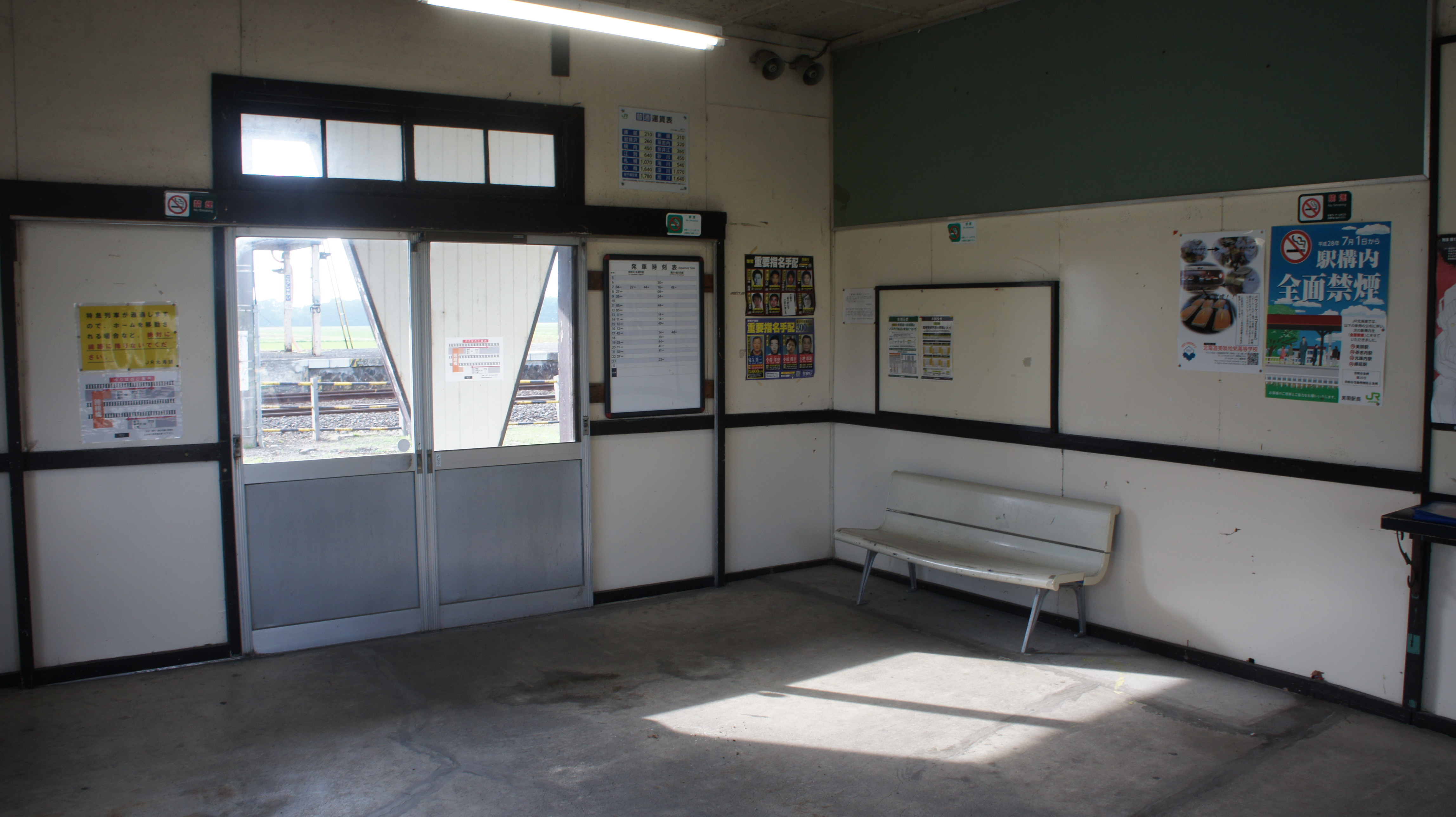
待合室（2017年7月）
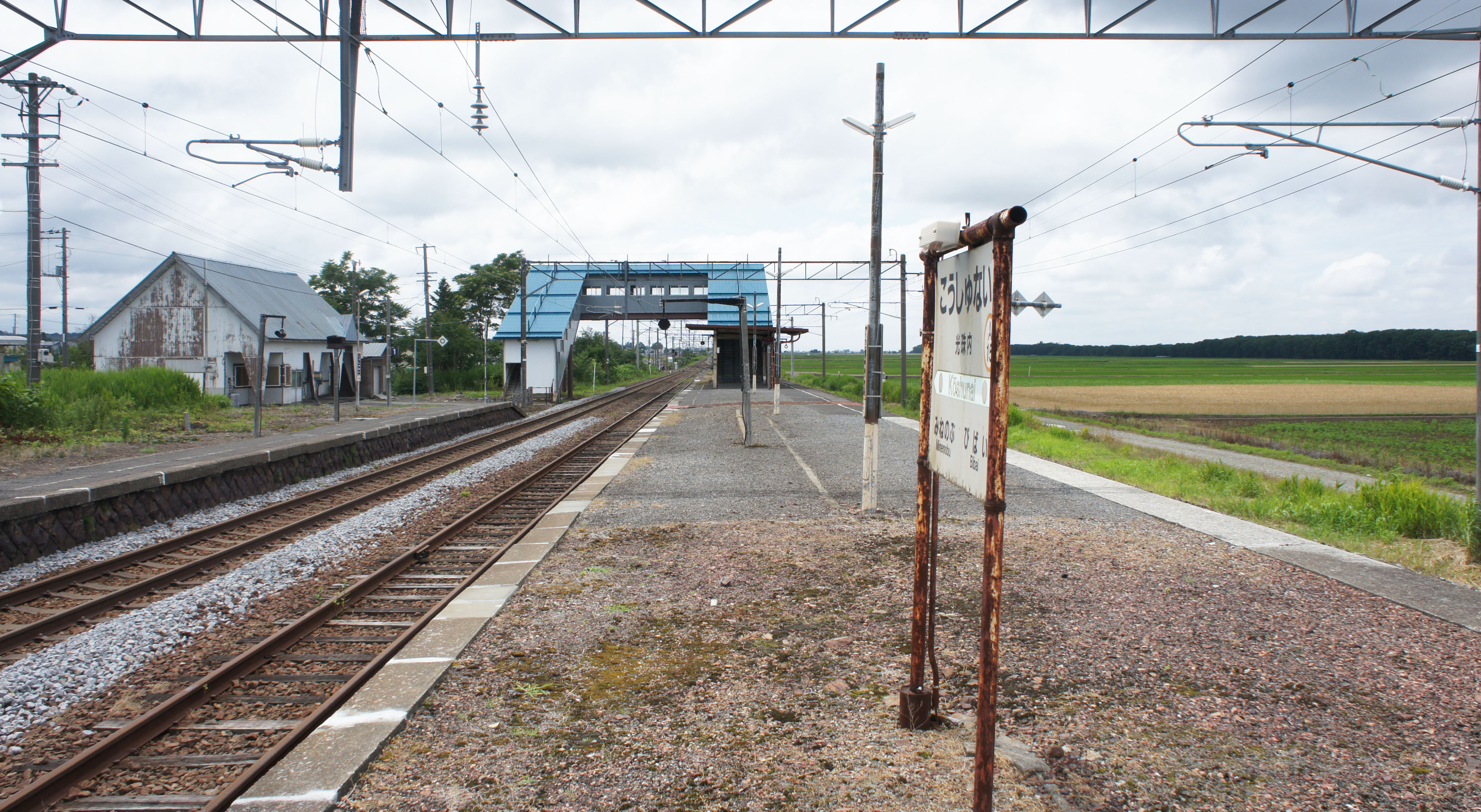
ホーム（2019年7月）
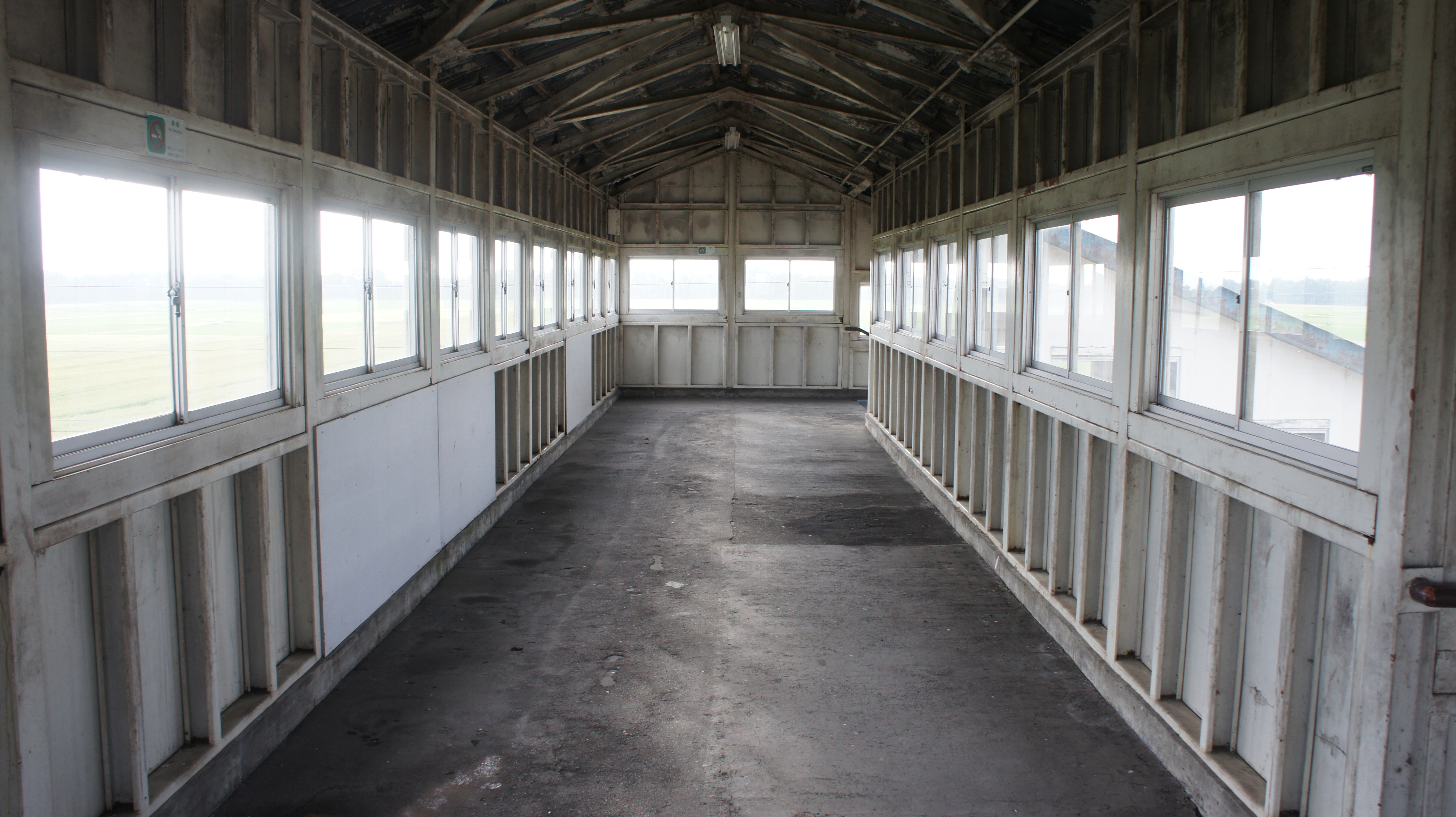
跨線橋（2017年7月）

## 利用状況
2014年（平成26年）度の1日平均乗車人員は21人である。
なお、各年度の1日平均乗降人員（1981年度、1992年度のみ）および1日平均乗車人員（2009年度以降）は以下の通りである。
| 年度               | 1日平均 乗降人員 | 1日平均 乗車人員 | 出典   |
| ------------------ | ---------------- | ---------------- | ------ |
| 1981年（昭和56年） | 49               |                  | [ 12 ] |
| ：                 |                  |                  |        |
| 1992年（平成04年） | 112              |                  | [ 11 ] |
| ：                 |                  |                  |        |
| 2009年（平成21年） |                  | 26               | [ 15 ] |
| 2010年（平成22年） |                  | 36               | [ 15 ] |
| 2011年（平成23年） |                  | 21               | [ 15 ] |
| 2012年（平成24年） |                  | 20               | [ 14 ] |
| 2013年（平成25年） |                  | 22               | [ 14 ] |
| 2014年（平成26年） |                  | 21               | [ 14 ] |

## 駅周辺
美唄市の郊外に位置する。近くの短期大学生のアパート街になっている。
- 国道12号 - 駅近くの光珠内跨線橋から滝川市の国道38号交差点までの29.2kmの区間は、日本一長い直線道路である。
  - 直線道路日本一のモニュメント
- 光珠内簡易郵便局
- 北海道立林業試験場 - 展示施設として「緑の情報館」がある[13]。
- 専修大学北海道短期大学(2017年廃止)
- 光珠内隕石発見の地
- 北海道中央バス（岩見沢営業所）「光珠内」停留所[16]
- セイコーマート専修大学前店(専修大学廃止後も店名は変更されていない。)

## 隣の駅
北海道旅客鉄道（JR北海道）
■函館本線
峰延駅 (A14) - 光珠内駅 (A15) - 美唄駅 (A16)